# Atlantropa Projekt

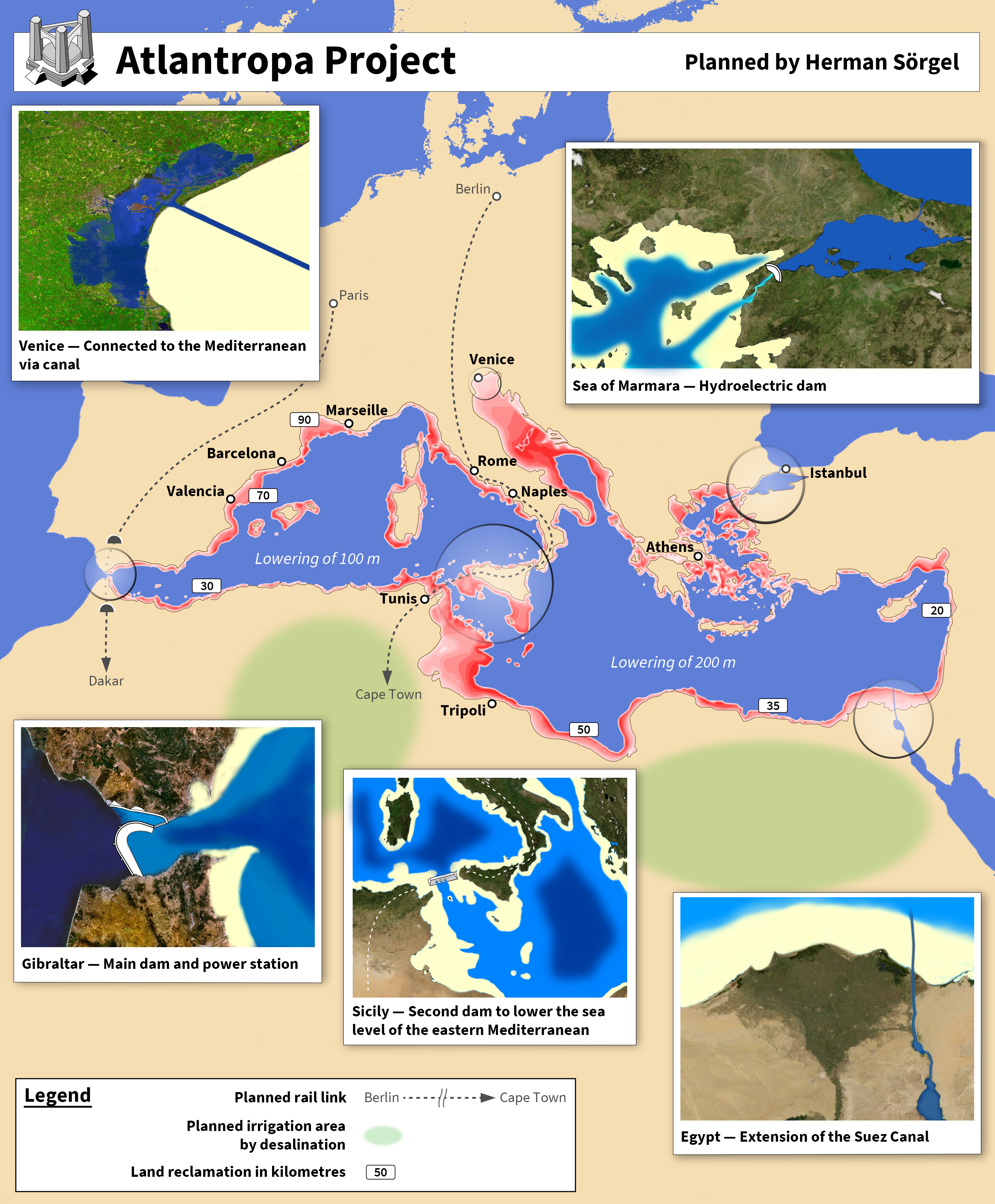
Az Atlantropa különböző vízenergia- és területrendezési projektjeinek vázlatos térképe

Az Atlantropa, más néven Panropa egyfajta mérnöki és kolonizációs elképzelés volt, amelyet Herman Sörgel német építész dolgozott ki az 1920-as években, és amelyet 1952-ben bekövetkezett haláláig szorgalmazott. A projektet úgy tervezték, hogy a Földközi-tenger kulcsfontosságú pontjain, például a Gibraltári-szorosban és a Boszporuszban több vízerőműves gátat hoznak létre, hogy a tengerszint csökkenésével új területek jöjjenek létre egy tervezett betelepítéshez.

## Tervezés

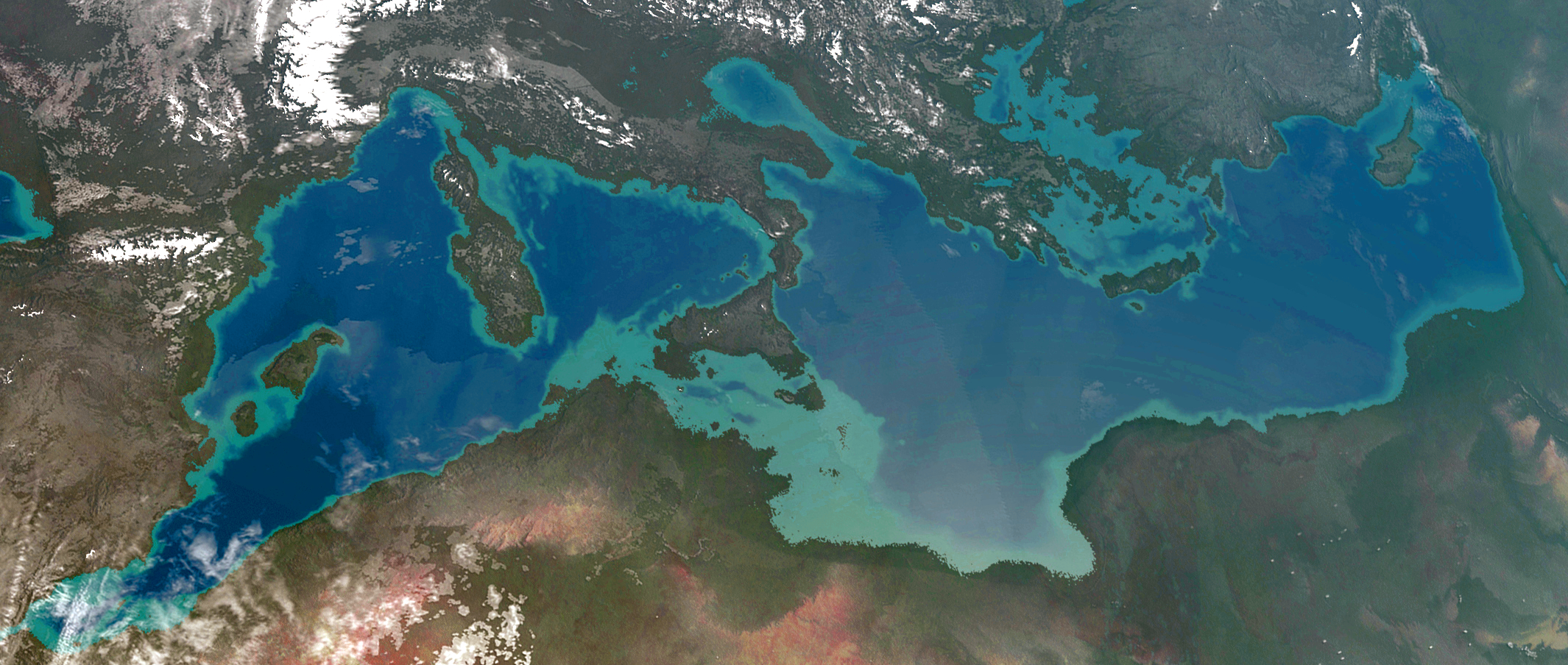
Egy művész elképzelése arról, hogyan nézhetett volna ki az Atlantropa az űrből.

Az Atlantropa-javaslat központi eleme a Gibraltári-szoroson átívelő vízerőmű gát építése volt, amely hatalmas mennyiségű vízenergiát termelt volna, és a Földközi-tenger felszínének akár 200 méterrel való csökkentését eredményezte volna, ami nagy kiterjedésű új területeket nyitott volna meg a letelepedés számára, például az Adriai-tengeren. A projekt négy további nagy gátat is javasolt:
1. A Dardanellákon keresztül, hogy visszatartsa a Fekete-tengert.
2. Szicília és Tunézia között, hogy útvonalat biztosítson, és tovább csökkentse a Földközi-tenger belső területét.
3. A Kongó folyón a Kwah folyó mellékfolyója alatt, hogy feltöltse a Csád-tó körüli Mega-Csád medencét, hogy friss vizet biztosítson a Szahara öntözéséhez és hajózási útvonalat hozzon létre Afrika belseje felé.
4. A Szuezi-csatorna meghosszabbítása és zsilipek a Vörös-tengerrel való összeköttetés fenntartása érdekében.

Sörgel a több mint egy évszázadra tervezett tervét békés páneurópai alternatívának tekintette a Lebensraum-koncepcióval szemben, amely később a náci Németország új területek meghódításának egyik kimondott oka lett. Az Atlantropa földet, élelmet, munkahelyeket, elektromos áramot és mindenekelőtt új jövőképet biztosítana Európa és a szomszédos Afrika számára.
- Az Atlantropa mozgalmat több évtizedes fennállása alatt négy állandó tényező jellemezte:[8]
- A pacifizmus, a technológia békés használatára vonatkozó ígéreteiben
- Páneurópai hangulat, amely a projektben a háború sújtotta Európa egyesítésének lehetőségét látta.
- Az Európával "Atlantropává" vagy Eurafrikává egyesülő Afrikához való eurocentrikus viszonyulás.
- A neokoloniális geopolitika, ami a világot három tömbre osztotta: Amerikára, Ázsiára és Atlantropára.[9]

Az aktív támogatás a németországi építészekre és tervezőkre korlátozódott, valamint néhány más, elsősorban észak-európai országra. A kritikusok különböző hibák miatt gúnyolták a tervet, kezdve a mediterrán országok tervezésben való együttműködésének hiányától egészen a tenger visszahúzódásával a part menti történelmi közösségekre gyakorolt hatásokig, amelyek a szárazföldön rekedtek volna. A projekt az 1920-as évek végén és az 1930-as évek elején, majd rövid ideig az 1940-es évek végén és az 1950-es évek elején is nagy népszerűségnek örvendett, de Sörgel halála után hamarosan eltűnt a köztudatból.

## Története

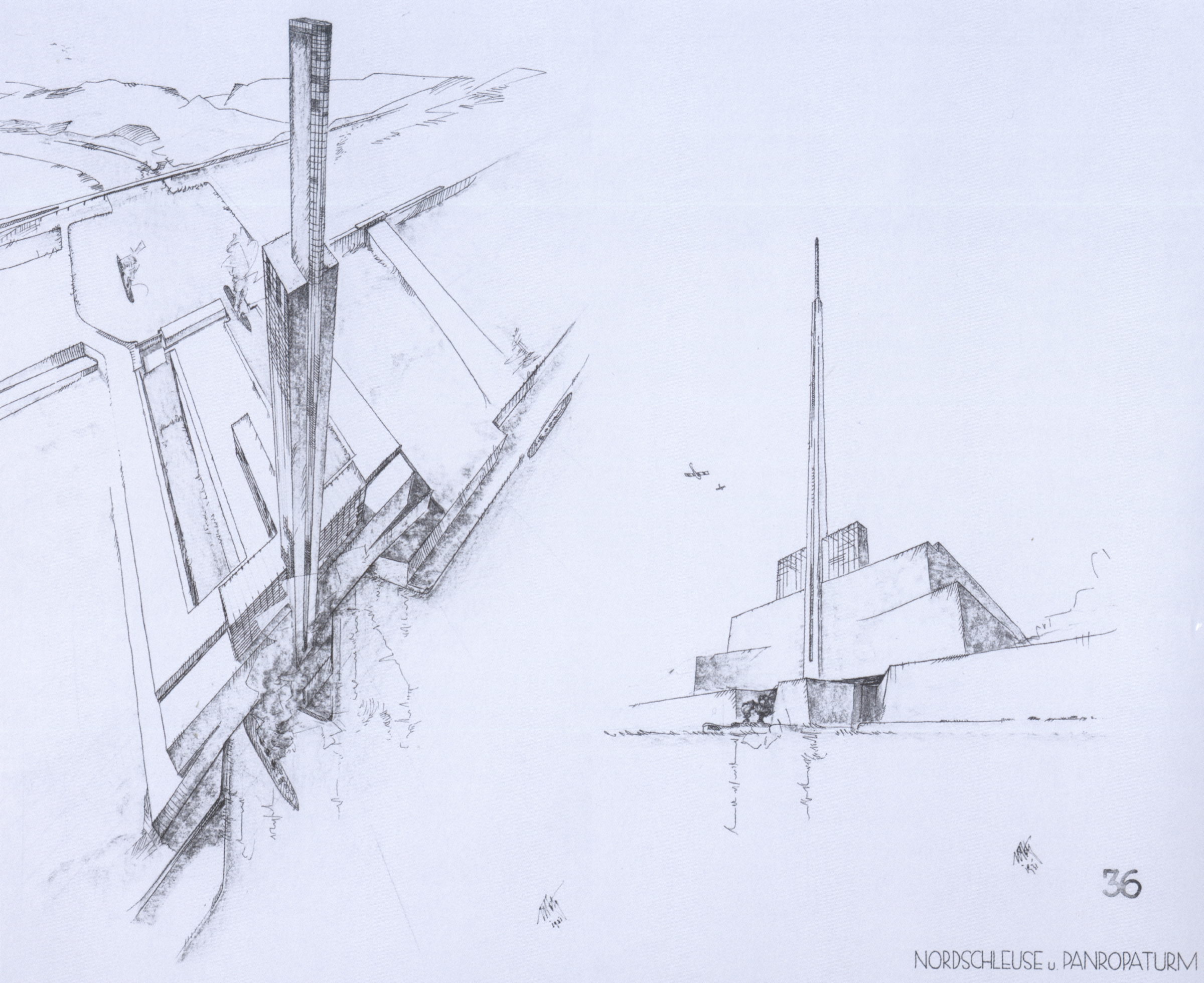
A Sörgel által javasolt új zsilipek a gibraltári gáton.

A tervet a messinai sókrízis, - egy 5-6 millió évvel ezelőtt lezajlott pánmediterrán geológiai esemény - akkori új ismeretei inspirálták. A korabeli geológusok szerint a Földközi-tenger partvidékét körülvevő nagy sólerakódások az Atlanti-óceánnal összekötő tengeri útvonalak zsugorodásából adódó részleges elszigeteltség következményei voltak. Ma a legtöbb geológus úgy véli, hogy a Földközi-tenger ebben az időszakban jelentős, legalább néhány száz méteres süllyedésen ment keresztül.
Az utópisztikus cél az volt, hogy az európai civilizáció összes nagy problémáját egy Európából és Afrikából álló, európaiak által lakott új kontinens, "Atlantropa" létrehozásával oldják meg. Sörgel meg volt győződve arról, hogy ahhoz, hogy versenyképes maradjon Amerikával és a kialakulóban lévő keleti "Pán-Ázsiával", Európának önellátóvá kell válnia, ami azt jelenti, hogy minden éghajlati övezetben területeket kell birtokolnia. Ázsia örökre rejtély maradna az európaiak számára, és a britek hosszú távon nem lennének képesek fenntartani globális birodalmukat, ezért közös európai erőfeszítésre volt szükség Afrika gyarmatosítására.
A Földközi-tenger leengedése hatalmas mennyiségű elektromos energia termelését tette volna lehetővé, ami garantálta volna az ipar növekedését. A fosszilis tüzelőanyagokkal ellentétben ez az energiaforrás nem merülne ki. Hatalmas földterületek szabadulnának fel a mezőgazdaság számára, közöttük a Szahara, amelyet három tengernyi méretű, ember alkotta tó segítségével öntöztek volna Afrikában. A több mint egy évszázadra tervezett hatalmas közmunkák enyhíthették volna a munkanélküliséget, és az új földterületek megszerzése enyhítette volna a túlnépesedés okozta nyomást, amely Sörgel szerint az európai politikai nyugtalanság alapvető oka volt. Úgy vélte továbbá, hogy a projektnek az éghajlatra gyakorolt hatása csak előnyös lehet, és hogy az éghajlatot akár a Brit-szigetekig is jobbra lehetne változtatni, mivel a hatékonyabb Golf-áramlat melegebb teleket hozna létre, a Közel-Kelet pedig egy konszolidált Atlantropa ellenőrzése alatt további energiaforrást és a Sárga veszedelem elleni védőbástyát jelentene.
A Sörgel és támogatói által az Atlantropa számára készített reklámanyagok a Földközi-tenger különböző gátjainak és új kikötőinek terveit, térképeit és méretarányos modelljeit, a Peter Behrens által tervezett 400 méteres toronnyal koronázott gibraltári gát látványát, a mezőgazdasági termelés növekedésének előrejelzéseit, a pán-atlanti energiahálózat vázlatait, sőt, még Velence mint kulturális műemlék védelméről is rendelkeznek. Az éghajlatváltozással vagy a földrengésekkel kapcsolatos aggodalmakat, ha megemlítették, inkább pozitívumként, mint negatívumként fogalmazták meg. 1938-ban Sörgel Die Drei Grossen A című könyvének címlapján egy Hitler-idézet található, amely bizonyítja, hogy a koncepció összhangban van a náci ideológiával.
A második világháború után az érdeklődés ismét megélénkült, amikor a nyugati szövetségesek szorosabb kötelékeket akartak kialakítani afrikai gyarmataikkal, hogy megpróbáljanak fellépni a térségben növekvő marxista befolyás ellen, de az atomenergia feltalálása, az újjáépítés költségei és a gyarmatosítás vége miatt az Atlantropa technológiailag szükségtelen és politikailag megvalósíthatatlan volt, mindezek ellenére az Atlantropa Intézet 1960-ig fennmaradt.
Azóta a Gibraltári-szoros duzzasztására vonatkozó legtöbb javaslat a projekt vízerőművi potenciáljára összpontosít, és nem tervezi a Földközi-tenger szintjének jelentős csökkentését. Egy új elképzelés, ami egy Európa és Észak-Afrika között a Gibraltári-szorosban húzódó, feszített szerkezetű szövetgátat foglal magában, a Földközi-tenger medencéjén kívüli jövőbeni globális tengerszint-emelkedés kezelésére irányul.

## Fordítás
- Ez a szócikk részben vagy egészben  az   Atlantropa című angol Wikipédia-szócikk ezen változatának fordításán alapul.  Az eredeti cikk szerkesztőit annak laptörténete sorolja fel. Ez a jelzés csupán a megfogalmazás eredetét és a szerzői jogokat jelzi, nem szolgál a cikkben szereplő információk forrásmegjelöléseként.